# Peter Petro
Peter Petro (* 17. srpen 1946, Bratislava) je slovenský hráč na bicí nástroje, skladatel, spisovatel, překladatel a univerzitní profesor. 
Peter Petro vystudoval na Filosofické fakultě University Komenského v Bratislavě španělštinu a angličtinu, v Kanadě studoval slavistiku a komparatistiku. Proslavil se jako bubeník slovenské bigbítové skupiny The Beatmen. Ve skupině začal hrát v roce 1964 a podílel se také ve velké míře na skládání skladeb. V roce 1966 spolu se skupinou emigroval do Německa a po návratu působil jistý čas ve skupině Prúdy. V roce 1968 emigroval do Kanady.
V roce 1970 ukončil BA na University of British Columbia v oboru španělština a ruština. V roce 1972 získal MA v oboru ruská literatura. Na University of Alberta získal v roce 1978 Ph.D. z komparativní literatury. 
Od roku 1977 vyučuje na Univerzitě Britské Kolumbie slovanskou a komparativní literaturu, je spisovatel a překladatel. V roce 2015 byl Peter Petro profesor slovanské literatury na univerzitě v kanadském Vancouveru.  V roce 2017 se stal emeritním profesorem. S manželkou Soňou Bollovou má čtyři děti a dvě vnoučata.